# Vincent Gazan
Vincent Gazan (14 de noviembre de 1980) es un deportista francés que compitió en remo. Ganó una medalla de oro en el Campeonato Mundial de Remo de 2001, en la prueba de cuatro con timonel.

## Palmarés internacional
| Campeonato Mundial | Campeonato Mundial | Campeonato Mundial | Campeonato Mundial |
| Año                | Lugar              | Medalla            | Prueba             |
| ------------------ | ------------------ | ------------------ | ------------------ |
| 2001               | Lucerna (Suiza)    | Medalla de oro     | Cuatro con timonel |